# Rada komisařů
Rada komisařů (srbsky Savet komesara/Савет комесара) byla přechodná vláda srbské kolaborace po Dubnové válce. Jmenována byla dne 16. května 1941 (měsíc po kapitulaci Jugoslávské vlády) a fungovala do 29. srpna téhož roku. Jejím předsedou byl Milan Aćimović, předválečný šéf bělehradské policie.
Vládě se však vymkla bezpečnostní situace z rukou; v celém Srbsku docházelo na začátku léta 1941 k povstáním (jak četnickým tak i partyzánským) a většina vlády vnímala Radu komisařů jako zrádce národa. Vláda měla k dispozici četnictvo, které spolu s německou armádou vyknovávalo po celém Srbsku akty masové msty, vypalování domů a střílení domnělých povstalců.Po krachu Rady komisařů krachu byla sestavena "vláda národní spásy" s Milanem Nedićem v čele.